# 萨拉·鲍恩
萨拉·鲍恩（英語：Sarah Bowen，1984年4月15日—），澳大利亚女子游泳运动员。她曾代表澳大利亚参加2004年和2008年夏季残疾人奥林匹克运动会游泳比赛，获得一枚金牌和一枚银牌。